# Diskuskastning för herrar i friidrott vid olympiska sommarspelen 2000
Diskuskastning för herrar vid olympiska sommarspelen 2000 i Sydney avgjordes 24-25 september. 

## Medaljörer
| Gren           | Guld                      | Guld    | Silver               | Silver  | Brons                   | Brons   |
| Diskuskastning | Virgilijus Alekna Litauen | 69.30 m | Lars Riedel Tyskland | 68.50 m | Frantz Kruger Sydafrika | 68.19 m |

## Resultat
- Q innebär avancemang utifrån placering i heatet.
- q innebär avancemang utifrån total placering.
- DNS innebär att personen inte startade.
- DNF innebär att personen inte fullföljde.
- DQ innebär diskvalificering.
- NR innebär nationellt rekord.
- OR innebär olympiskt rekord.
- WR innebär världsrekord.
- PB innebär personligt rekord.
- SB innebär säsongsbästa.

### Kval

#### Grupp A
| Placering | Totalt | Idrottare                   | Försök | Försök | Försök | Längd   | Noteringar |
| Placering | Totalt | Idrottare                   | 1      | 2      | 3      | Längd   | Noteringar |
| --------- | ------ | --------------------------- | ------ | ------ | ------ | ------- | ---------- |
| 1         | 1      | Lars Riedel (GER)           | 68.15  | —      | —      | 68,15 m |            |
| 2         | 2      | Frantz Kruger (RSA)         | 67.54  | —      | —      | 67.54 m |            |
| 3         | 4      | Vasil Kaptsiuch (BLR)       | 65.90  | —      | —      | 65.90 m | SB         |
| 4         | 5      | Dimitrij Sjevtjenko (RUS)   | 62.82  | 63.09  | 65.29  | 65.29 m |            |
| 5         | 7      | Vladimir Dubrovsjtjik (BLR) | 64.03  | —      | —      | 64.03 m |            |
| 6         | 8      | Jürgen Schult (GER)         | 63.76  | 60.97  | X      | 63.76 m |            |
| 7         | 9      | Aleksander Tammert (EST)    | 63.52  | 61.84  | 60.90  | 63.52 m |            |
| 8         | 13     | Li Shaojie (CHN)            | 62.29  | X      | 59.71  | 62.29 m | SB         |
| 9         | 21     | Magnus Hallgrimsson (ISL)   | 60.95  | 58.79  | 60.03  | 60.95 m |            |
| 10        | 24     | Frank Casañas (CUB)         | 60.84  | X      | 60.79  | 60.84 m |            |
| 11        | 25     | Libor Malina (CZE)          | 59.38  | X      | 60.83  | 60.83 m |            |
| 12        | 27     | Romas Ubartas (LTU)         | 60.43  | 60.50  | X      | 60.50 m |            |
| 13        | 28     | Robert Weir (GBR)           | 57.57  | X      | 60.01  | 60.01 m |            |
| 14        | 29     | Olgierd Stanski (POL)       | 59.31  | 58.06  | X      | 59.31 m |            |
| 15        | 31     | Ian Winchester (NZL)        | 58.61  | 58.64  | X      | 58.64 m |            |
| 16        | 33     | Leonid Therevko (BLR)       | 57.63  | X      | 58.32  | 58.32 m |            |
| 17        | 34     | Dragan Mustapić (CRO)       | 53.76  | 58.10  | X      | 58.10 m |            |
| 18        | 35     | Mickaël Conjungo (CAF)      | X      | 57.85  | 55.60  | 57.85 m |            |
| 19        | 37     | Marcelo Pugliese (ARG)      | X      | 53.49  | 56.30  | 56.30 m |            |
| 20        | 40     | John Menton (IRL)           | X      | 54.21  | 50.95  | 54.21 m |            |
| 21        | 41     | Roman Poltoratskij (UZB)    | 45.40  | X      | 47.83  | 47.83 m |            |
| —         | —      | Zoltán Kővágó (HUN)         | X      | X      | X      | NM      |            |
| —         | —      | Charj Mamedov (TKM)         | X      | X      | X      | NM      |            |

#### Grupp B
| Placering | Totalt | Idrottare                    | Försök | Försök | Försök | Längd   | Noteringar |
| Placering | Totalt | Idrottare                    | 1      | 2      | 3      | Längd   | Noteringar |
| --------- | ------ | ---------------------------- | ------ | ------ | ------ | ------- | ---------- |
| 1         | 3      | Virgilijus Alekna (LTU)      | 67.10  | —      | —      | 67,10 m |            |
| 2         | 6      | Jason Tunks (CAN)            | 64.40  | —      | —      | 64.40 m |            |
| 3         | 10     | Adam Setliff (USA)           | X      | 63.25  | —      | 63.25 m |            |
| 4         | 11     | Anthony Washington (USA)     | 62.82  | X      | X      | 62.82 m |            |
| 5         | 12     | Michael Möllenbeck (GER)     | 62.30  | 62.72  | 61.92  | 62.72 m |            |
| 6         | 14     | Diego Fortuna (ITA)          | 60.12  | X      | 62.24  | 62.24 m |            |
| 7         | 15     | Aleksandr Boritjevskij (RUS) | 59.78  | 61.98  | 61.89  | 61.98 m |            |
| 8         | 16     | Róbert Fazekas (HUN)         | X      | X      | 61.76  | 61.76 m |            |
| 9         | 17     | John Godina (USA)            | 57.67  | 61.60  | X      | 61.60 m |            |
| 10        | 18     | Frits Potgieter (RSA)        | 61.56  | 60.27  | 60.83  | 61.56 m |            |
| 11        | 19     | David Martínez (ESP)         | 61.50  | X      | 59.97  | 61.50 m |            |
| 12        | 20     | Alexis Elizalde (CUB)        | 57.75  | 61.13  | 59.96  | 61.13 m |            |
| 13        | 22     | Jo Van Daele (BEL)           | 60.89  | 60.93  | X      | 60.93 m |            |
| 14        | 23     | Gábor Máté (HUN)             | 59.43  | 60.69  | 60.86  | 60.86 m |            |
| 15        | 25     | Vitalij Sidorov (RUS)        | 58.32  | 59.43  | 60.65  | 60.65 m |            |
| 16        | 30     | Vaclavas Kidykas (LTU)       | 57.86  | 58.96  | 58.09  | 58.96 m |            |
| 17        | 32     | Kirilo Tjuprinin (UKR)       | X      | 58.38  | 57.32  | 58.38 m |            |
| 18        | 36     | Nick Sweeney (IRL)           | 56.73  | 56.24  | 57.37  | 57.37 m |            |
| 19        | 38     | Glen Smith (GBR)             | 56.22  | 55.31  | 54.36  | 56.22 m |            |
| 21        | 39     | Rashid Shafi Al-Dosari (QAT) | X      | 54.47  | 53.42  | 54.47 m |            |
| —         | —      | Jason Gervais (CAN)          | X      | X      | X      | NM      |            |
| —         | —      | Costel Grasu (ROU)           | X      | X      | X      | NM      |            |
| —         | —      | Chima Ugwu (NGR)             | —      | —      | —      | DNS     |            |

### Final
| Placering | Idrottare                   | Försök | Försök | Försök | Försök | Försök | Försök | Längd   | Noteringar |
| Placering | Idrottare                   | 1      | 2      | 3      | 4      | 5      | 6      | Längd   | Noteringar |
| --------- | --------------------------- | ------ | ------ | ------ | ------ | ------ | ------ | ------- | ---------- |
| 1         | Virgilijus Alekna (LTU)     | 58,55  | 67,54  | 68,73  | 66,64  | 69,30  | 64,78  | 69,30 m |            |
| 2         | Lars Riedel (GER)           | 65.18  | X      | 68.50  | 68.08  | 67.33  | 63.87  | 68.50 m |            |
| 3         | Frantz Kruger (RSA)         | 67.89  | X      | 68.19  | 68.06  | X      | 62.72  | 68.19 m | AR         |
| 4         | Vasil Kaptsiuch (BLR)       | 58.93  | 64.50  | 67.59  | 64.42  | 65.07  | 66.70  | 67.59 m | PB         |
| 5         | Adam Setliff (USA)          | 60.50  | 66.02  | 64.72  | 65.10  | 63.10  | 61.99  | 66.02 m |            |
| 6         | Jason Tunks (CAN)           | 59.59  | 64.58  | 65.35  | X      | 65.80  | 64.38  | 65.80 m |            |
| 7         | Vladimir Dubrovsjtjik (BLR) | 63.95  | 65.13  | X      | 64.32  | X      | 60.15  | 65.13 m |            |
| 8         | Jürgen Schult (GER)         | X      | 60.83  | 63.34  | 64.41  | 62.63  | 61.96  | 64.41 m |            |
|           |                             |        |        |        |        |        |        |         |            |
| 9         | Aleksander Tammert (EST)    | 55.84  | 59.26  | 63.25  |        |        |        | 63.25 m |            |
| 10        | Michael Möllenbeck (GER)    | 61.19  | 60.13  | 63.14  |        |        |        | 63.14 m |            |
| 11        | Dimitrij Sjevtjenko (RUS)   | X      | X      | 62.65  |        |        |        | 62.82 m |            |
| 12        | Anthony Washington (USA)    | X      | X      | 59.87  |        |        |        | 59.87 m |            |